# کیم بودنیا
کیم بودینا (دانمارکی: Kim Bodnia؛ زادهٔ ۱۲ آوریل ۱۹۶۵) یک هنرپیشه، نویسنده و کارگردان اهل دانمارک است. وی از سال ۱۹۸۹ میلادی تاکنون مشغول فعالیت بوده‌است.
از فیلم‌ها یا برنامه‌های تلویزیونی که وی در آن نقش داشته است می‌توان به آنچه ما نیاز داریم عشق است، در یک دنیای بهتر، پل، سرنا، آسیابک، پژواک، دهلی بلی و گلاب اشاره کرد.